# Glenn Cronin
Glenn Cronin (Dublino, 14 settembre 1981) è un ex calciatore irlandese, di ruolo centrocampista.